# Чеслевич, Адриан
Адриан Чеслевич (пол. Adrian Cieślewicz; род. 16 ноября 1990, Гнезно, Познанское воеводство) — польский футболист, нападающий клуба «Нью-Сейнтс».

## Биография
Родился 16 ноября 1990 года в Гнезно, Польша, однако в раннем возрасте переехал к своему отцу, также футболисту, на Фарерские острова. Является воспитанником фарерского клуба «ВБ Вагур». Позже выступал за молодёжную команду «Манчестер Сити». Профессиональную карьеру начал в 2009 году в составе валлийского клуба «Рексем», выступающего в английской Национальной лиге. 16 января 2014 года перешёл в другой клуб лиги «Киддерминстер Харриерс». 21 июня того же года подписал контракт с фарерским клубом «Б-36 Торсхавн», за который сыграл лишь 3 матча в чемпионате Фарер. 4 августа 2014 года подписал контракт с клубом чемпионата Уэльса «Нью-Сейнтс», с котором неоднократно становился чемпионом и принимал участие в отборочных стадиях Лиги чемпионов.

## Семья
- Отец: Роберт Чеслевич (р. 1968) — польский футболист. В конце своей карьеры выступал на Фарерских островах.
- Брат: Лукаш Чеслевич (р. 1987) — также стал футболистом. Выступал за вторую команду датского «Брондбю» и «Видовре». С 2011 года играет за фарерский клуб «Б-36 Торсхавн».

## Достижения
«Рексем»
- Обладатель Трофея ФА: 2012/13

«Б36 Торсхавн»
- Чемпион Фарерских островов: 2014

«Нью-Сейнтс»
- Чемпион Уэльса (5): 2014/15, 2015/16, 2016/17, 2017/18, 2018/19
- Обладатель Кубка Уэльса (3): 2014/15, 2015/16, 2018/19
- Обладатель Кубка валлийской лиги (4): 2014/15, 2015/16, 2016/17, 2017/18